# Thilo Martinho
Thilo Martinho (nombre civil Thilo Herrmann, * 1960 en Kiel, Alemania) es un músico, cantante, guitarrista y compositor alemán.
Thilo Martinho nació en 1960 en Kiel, con el nombre civil de Thilo Herrmann. De niño aprendió a tocar el piano, poco después el bajo y la batería y con 19 años la guitarra.
Tres años más tarde comenzó a hacer giras y a debutar en clubs y festivales tanto en Alemania como en el resto de Europa, tocando Folk rock y Rock Acústico.
A causa de su insatisfacción por la limitada posibilidad de expresión de la guitarra acústica e influido por el guitarrista de flamenco español Paco de Lucía y el músico brasileño Egberto Gismonti, en 1985 cambió a la guitarra con cuerda de nylon, profundizando en el mundo de la guitarra clásica y flamenca, y se trasladó a España, donde durante varios años se ganó la vida como guitarrista de flamenco.
En 1995 fue operado de un angioma en el cerebro, quedando hemiplégico, en silla de ruedas. Los pronósticos médicos auguraban que no podría recuperar el control motor del lado derecho de su cuerpo.
En los siguientes años comenzó a cantar, decantándose principalmente como intérprete de música española y brasileña, como la Bossa Nova, y escribió canciones como cantautor en inglés y español. Por derechos de autor, Thilo Herrmann se bautizó en 2005 con el nombre artístico de “Thilo Martinho” y, con este nombre publicó en el año 2007 su disco “I am”.
Este disco, publicado por “musaraña records”, es el resultado de un peregrinaje musical entre Bossa-Nova, Jazz, Flamenco y Música Étnica y Latina. “I am” está creado en cuatro idiomas: español, inglés, portugués y alemán. Un ejemplo de ello es la canción “Wie Das Wasser”, un tema de Salsa con arreglos big-band y una letra lírica alemana.
Con “Wie Das Wasser”, Thilo Martinho logró el Primer Premio del Certamen de Música Internacional “Unisong” en la categoría “World Music". Con la misma canción llegó a ser finalista en 2008 en el “John Lennon Songwritingcontest”.
Tras haber vencido su enfermedad, Thilo Martinho disfruta de nuevo de la vida sobre el escenario y de gira. Actúa en clubs y teatros.
En 2022 Thilo cambió su nombre artístico a "Ziganando" y publicó su último álbum "12" bajo este seudónimo. 

## Discografía
- 2000: Granaina (autoedición)
- 2003: Roam & Ride (temple records)
- 2007: I Am (musaraña records)
- 2014: Brisa Latina (musaraña records)
- 2022: 12 (musaraña records)